# Scutirodes apis
Scutirodes apis är en fjärilsart som beskrevs av Druce 1891. Scutirodes apis ingår i släktet Scutirodes och familjen nattflyn. Inga underarter finns listade.